# Ковари (град)
Ковари (град) (пољ. Kowary) град је у Пољској у Војводству доњошлеском. По подацима из 2012. године број становника у месту је био 11 648.

## Становништво
| 2012.  |
| ------ |
| 11 648 |

## Партнерски градови
- Камјењ Поморски
- Врхлаби
- Jægerspris
- Шенау-Берцдорф ауф дем Ајген